# Конкурс пианистов имени Гезы Анды
Конкурс пианистов имени Гезы Анды (фр. Concours Géza Anda) — международный конкурс академических пианистов, проходящий каждые три года начиная с 1979 г. в швейцарском городе Цюрих. Носит имя пианиста Гезы Анды, жившего в Цюрихе более 30 лет. Победитель конкурса получает ангажемент на концерты в течение последующих трёх лет (до 200 выступлений).

## Лауреаты конкурса
| 1979 | Жорж Плудермахер (Франция)  |
| 1982 | Хайдрун Хольтман (ФРГ)      |
| 1985 | первая премия не присуждена |
| 1988 | Констанца Айкхорст (ФРГ)    |
| 1991 | Денеш Варйон (Венгрия)      |
| 1994 | Пьетро Де Мария (Италия)    |
| 1997 | Коррадо Роллеро (Италия)    |
| 2000 | Филиппо Гамба (Италия)      |
| 2003 | Алексей Володин (Россия)    |
| 2006 | Сергей Кудряков (Россия)    |
| 2009 | Ли Чжинсан (Южная Корея)    |
| 2012 | Варвара Непомнящая (Россия) |
| 2015 | Эндрю Тайсон (США)          |
| 2018 | Клэр Хуанцы (США)           |
| 2021 | Антон Герценберг (Германия) |
| 2024 | Илья Шмуклер (Россия)       |